# Шиклеу
Шиклеу (рум. Șiclău) — село у повіті Арад в Румунії. Входить до складу комуни Гренічері.
Село розташоване на відстані 433 км на північний захід від Бухареста, 36 км на північ від Арада, 82 км на північ від Тімішоари.

## Населення
За даними перепису населення 2002 року у селі проживали 1234 особи.
Національний склад населення села:
| Національність | Кількість осіб | Відсоток |
| -------------- | -------------- | -------- |
| румуни         | 1077           | 87,3%    |
| цигани         | 143            | 11,6%    |
| угорці         | 11             | 0,9%     |

Рідною мовою назвали:
| Мова      | Кількість осіб | Відсоток |
| --------- | -------------- | -------- |
| румунська | 1081           | 87,6%    |
| циганська | 139            | 11,3%    |
| угорська  | 12             | 1,0%     |